# Pěčice
Pěčice település Csehországban, a Mladá Boleslav-i járásban. Pěčice Jabkenice, Ledce, Dobrovice, Kosořice, Seletice, Semčice és Žerčice településekkel határos. Lakosainak száma 220 fő (2024. január 1.).

## Népesség
A település lakosságának változását az alábbi diagram mutatja:
| Lakosok száma | 384  | 468  | 463  | 323  | 209  | 168  | 184  | 191  | 202  | 220  |
|               | 1869 | 1900 | 1921 | 1961 | 1980 | 2011 | 2016 | 2019 | 2021 | 2024 |